# Народное движение «Колорадо»
Народное движение «Колорадо» (МОПОКО; исп. Movimiento Popular Colorado, MOPOCO) — сперва внутреннее оппозиционное диктатуре Стресснеру течение в партии «Колорадо», а затем и самостоятельная подпольная политическая организация. 
Появилось в 1959 году, вскоре включило изгнанного политика Эпифанио Мендеса Флейтаса. Жёстко преследовалось при стронистском режиме Альфредо Стресснера. После падения диктатуры Стресснера в 1989 году воссоединилось с партией «Колорадо». Руководство МОПОКО находилось на территории Аргентины; лидер МОПОКО Агостин Гоибуру был убит в ходе операции «Кондор». От МОПОКО откололась Национально-республиканская ассоциация сопротивления и изгнания.